# محمد حسن رجب زاده
محمد حسن رجب زاده (بالفارسية: محمدحسن رجب‌زاده) هو لاعب كرة قدم إيراني في مركز الوسط، ولد في 23 مايو 1984 في مشهد في إيران. لعب مع نادي أبو مسلم خراسان ونادي بيام وحدت خراسان ونادي راه آهن ونادي سباهان أصفهان ونادي شهر خودرو ونادي ملوان.

## وصلات خارجية
- محمد حسن رجب زاده على موقع قاعدة بيانات كرة القدم.إي يو (الإنجليزية)
- محمد حسن رجب زاده على موقع Soccerway.com (الإنجليزية)